# Pauline Terreehorst
Pauline Terreehorst (1952) is een Nederlands bestuurder, publicist en journalist. 

## Loopbaan
Terreehorst studeerde Neerlandistiek, met bijvakken kunstgeschiedenis en esthetica aan de Universiteit van Amsterdam, is filmkenner, schreef boeken over fotografie en publiceerde als trendwatcher over lifestyle, architectuur en video. Ze begon haar loopbaan met schrijven over fotografie en videokunst, vanaf 1986 schreef ze ook over mode. Ze was oprichter van het feministisch filmcollectief Cinemien medio jaren zeventig, hoofdredacteur van het filmtijdschrift Skrien, filmcriticus voor weekblad De Groene en docent filmtheorie aan de Universiteit van Nijmegen.
Sinds 1998 was Terreehorst zelfstandig adviseur en directeur van het bureau Toutes Directions voor projecten op het gebied van architectuur, woning- en stedenbouw met als opdrachtgevers bedrijven als Rabo Vastgoed, ING en diverse ministeries. Ze werkte aan een selectie van woningbouwprojecten voor de Amsterdamse Zuidas. Daarnaast bekleedde ze enkele bestuurlijke functies op het terrein van de kunsten en de media. In 2001 werd Terreehorst voor vier jaar benoemd in het bestuur van de Stichting Stimuleringsfonds Culturele Omroepproducties. Vanaf 2002 was ze instituutshoofd van AMFI Amsterdam Fashion Institute, onderdeel van de Hogeschool van Amsterdam. Naast haar bijdragen als journalist-columnist aan de Volkskrant (sinds 1983, gedurende twintig jaar) en De Groene Amsterdammer (sinds 1977), heeft ze diverse boeken gepubliceerd. In haar werk onderzoekt ze de verbindingen tussen film, fotografie en mode.
In april 2005 volgde Terreehorst Sjarel Ex op als directeur van het Utrechtse Centraal Museum. Ze bleef in deze functie tot 1 maart 2008. Vervolgens werd ze adviseur strategie van de gemeente Utrecht. In deze functie werkte ze aan plannen voor een nieuw op te richten Rietveldmuseum.
Van 2011 tot 2015 was Terreehorst bestuursvoorzitter van het Nieuw Land Erfgoedcentrum in Lelystad.
Vanaf juni 2012 tot haar pensioen in september 2018 was ze directeur van Natlab door Plaza Futura in Eindhoven. Van 2013 tot 2018 was ze tevens voorzitter van de CV Natlab. In 2020 publiceerde ze bij uitgeverij Prometheus Het geheim van de Gucci-koffer. Hoe de adel verdween uit Midden-Europa over Margarethe Henckel von Donnersmarck.

## Belangrijkste publicaties
- Aart Klein, fotograaf, 1986, ISBN 90-6322-122-3
- Daar, toen, hier : de films van Johan van der Keuken, 1988, ISBN 90-269-4677-5
- Modus, over mensen, mode en het leven, 1990, ISBN 90-6617-075-1
- Koen Wessing, 1993, ISBN 90-6579-053-5
- Het seizoen : een modeboek, 1993 met foto's van Taco Anema, ISBN 90-388-7579-7
- Het boerderijmodel : wenken voor een postmodern gezin, 1994, ISBN 90-6617-135-9
- Blondjes & beauties : fashion photography, 1996, modefotografie 1950 - 1970 Hans Dukkers, ISBN 90-71877-26-4
- Monsters, 1997, gebundelde columns uit de Volkskrant 1992 - 1997 ISBN 90-6935-004-1
- Langzame stad, snelle mensen : leven in een informatietijdperk, 1997, ISBN 90-5515-150-5
- Reality Machines : Het alledaagse weerspiegeld in hedendaagse Nederlandse architectuur, fotografie en vormgeving, 2003, samen met Linda Vlassenrood, ISBN 90-5662-289-7
- Loving your pictures, 2006, met foto’s van Erik Kessels, ISBN 90-290-7796-4
- This is America : visies op de Amerikaanse droom , 2006, samen met Meta Knol, ISBN 90-290-7795-6
- Het geheim van de Gucci-koffer. Hoe de adel verdween uit Midden-Europa. ISBN 9789044646245